# Māhūrzān
Māhūrzān (persiska: ماهورزان, ماهورِستان) är en ort i Iran.   Den ligger i provinsen Markazi, i den centrala delen av landet, 240 km sydväst om huvudstaden Teheran. Māhūrzān ligger 1 897 meter över havet och antalet invånare är 174.
Terrängen runt Māhūrzān är kuperad österut, men västerut är den platt.Runt Māhūrzān är det ganska tätbefolkat, med 67 invånare per kvadratkilometer. Närmaste större samhälle är Khūgān, 7,7 km öster om Māhūrzān. Trakten runt Māhūrzān består i huvudsak av gräsmarker.